# Otto Alexander Jahrreiss
Otto Alexander Jahrreiss (* 27. Februar 1964 in Mainz) ist ein deutscher Regisseur und Fotograf.

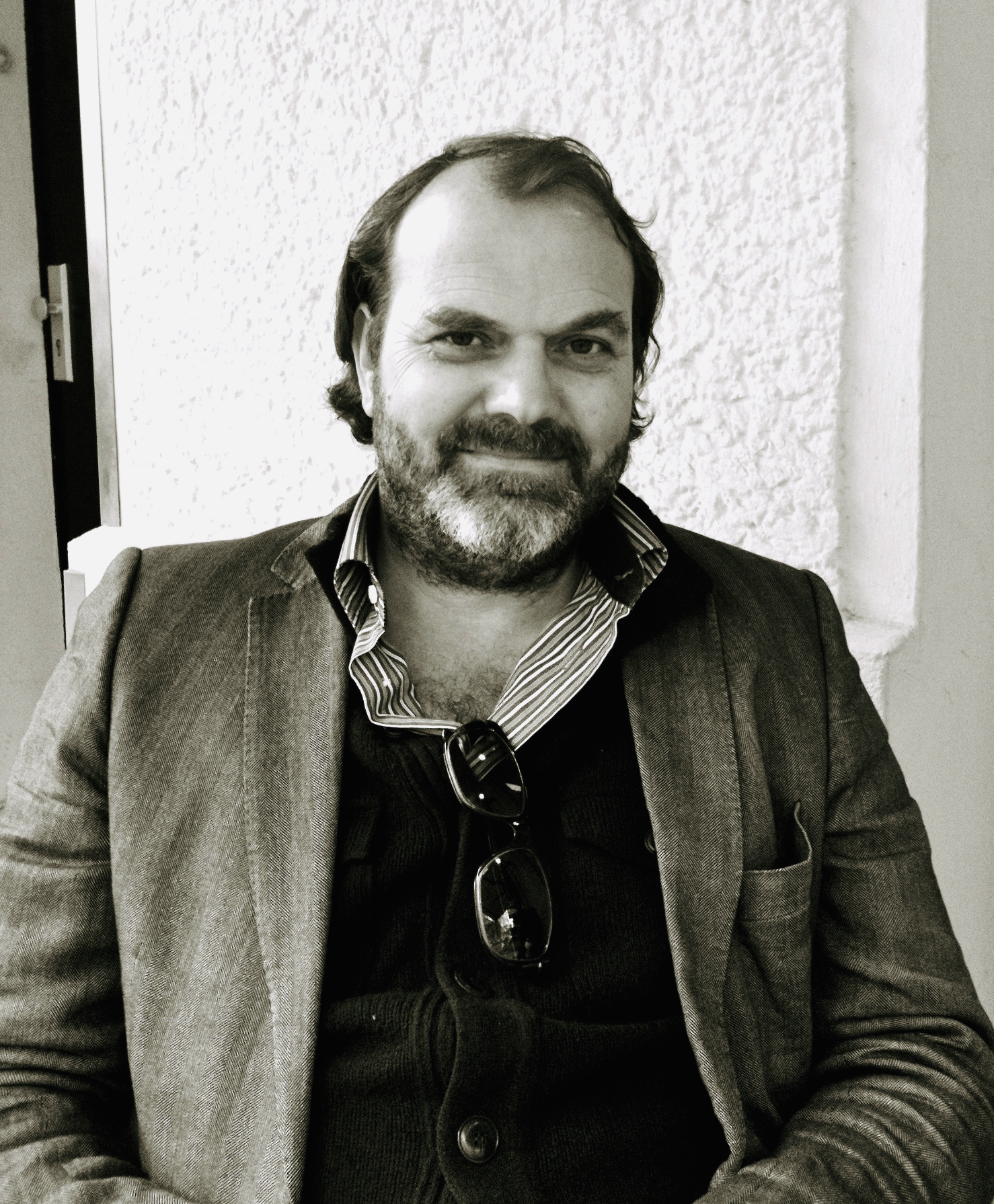
Otto Alexander Jahrreiss (2012)

## Leben
Jahrreiss arbeitete nach dem Abitur 1984 zunächst als Werbe- und Modefotograf, bevor er sich dem Film zuwandte und erste Drehbücher schrieb. Obwohl Autodidakt, wurde er 1991 als Dozent an die Filmakademie Baden-Württemberg berufen, wo er in den folgenden zwei Jahren unterschiedlichen Regisseuren wie Reinhard Hauff, Michael Verhoeven und dem späteren Produzenten Nico Hofmann zur Seite stand.
1993 drehte er seinen ersten abendfüllenden Spielfilm Der Menschenfresser, zu dem er wie bei allen folgenden Kinofilmen auch das Originaldrehbuch schrieb, und der in Co-Produktion mit dem Studio Babelsberg entstand. Nach einem kurzen Abstecher zum Nationaltheater Mannheim, an dem er 1994 die deutsche Erstaufführung von Jeremy Seabrooks Heart Throb („Herzensbrecher“) inszenierte, wandte Jahrreiss sich ab 1995 dem Fernsehen zu und inszenierte insgesamt sieben Folgen der Fernsehserie Balko.
Jahrreiss drehte danach den Kinofilm Alles Bob! (1999) mit Martina Gedeck in der Hauptrolle und Zoom mit Oana Solomon und Florian Lukas, welcher nach seiner Premiere bei der Berlinale 2001 mehrere Preise, unter ihnen den Hauptpreis als bester Film beim Ourense International Film Festival erhielt.
In den folgenden Jahren führte Jahrreiss Regie bei über 400 Werbefilmen, die mehrfach auf den Werbefilmfestivals in Cannes, New York, Montreux und dem deutschen ADC  ausgezeichnet wurden. Daneben widmete er sich weiterhin der Fotografie und stellte wiederholt seinen Zyklus I Muri aus, zu dem 2007 das Buch I Muri, work in progress erschien.
2011 kam sein Film Die Relativitätstheorie der Liebe in die Kinos, dessen dem Theater entlehntes Konzept darin bestand, dass alle Hauptrollen von nur den zwei Schauspielern Katja Riemann und Olli Dittrich gespielt wurden.
Jahrreiss arbeitet neben seiner Arbeit als Regisseur und Autor auch als freier Künstler und stellte in den letzten Jahren seine Langzeitprojekte "I Muri" und "Rottocollages" mehrfach aus.

## Filmografie (Auswahl)
- 1994: Der Menschenfresser (Kino/TV, auch Drehbuch und Produktion)
- 1996: Balko (TV-Serie)
- 1998: China Dream (Liebe im Schatten des Drachen)[6]
- 1999: Alles Bob! (Kino, auch Drehbuch)
- 2000: Zoom (Kino, auch Drehbuch und Produktion)
- 2011: Die Relativitätstheorie der Liebe (Kino, auch Drehbuch)[7]

## Ehrungen und Auszeichnungen
Film und Fernsehen
- Film Festival Cairo: Best Film (Alles Bob aka All About Bob)
- Film Festival Ourense: Best Film (Zoom), Best Director (Zoom)

## Buchveröffentlichung
- I Muri (ISBN 3-00-018550-X)